# 1187年
| 千纪： | 2千纪 |
| 世纪： | 11世纪 \| 12世纪 \| 13世纪                                                                                               |
| 年代： | 1150年代 \| 1160年代 \| 1170年代 \| 1180年代 \| 1190年代 \| 1200年代 \| 1210年代                                         |
| 年份： | 1182年 \| 1183年 \| 1184年 \| 1185年 \| 1186年 \| 1187年 \| 1188年 \| 1189年 \| 1190年 \| 1191年 \| 1192年               |
| 纪年： | 丁未年（羊年）；西夏祐十八年；金大定二十七年；西辽天喜十年；南宋淳熙十四年；大理元亨三年；越南天資嘉瑞二年；日本文治三年 |

## 大事记
- 7月4日——阿尤布王朝萨拉丁在哈丁戰役夺回1099年失陷的耶路撒冷，包括醫院騎士團及聖殿騎士團在內的基督教軍隊幾乎全軍覆沒，成為第三次十字軍的起因。
- 11月9日——任二十五年太上皇的宋高宗駕崩於德壽宮中，皇帝宋孝宗表示要服喪三年，讓太子趙惇參預政事。
- 鐵木真與蔑兒乞部發生爭鬥戰敗，前來依附札木合，札木合遂聯合克烈部首領王汗擊敗了蔑兒乞部。
- 羅馬教皇烏爾巴諾三世與額我略八世接連於年內過世，克萊孟三世繼位。
- 拜占廷帝國被迫承认保加利亚第二帝国（1185年－1396年）為獨立國家。双方签订和约，保加利亚派皇弟卡洛扬为人质，换回被俘的皇后埃列娜。
- 古爾王朝滅亡加茲尼王國。

## 出生
- 3月29日——阿尔蒂尔一世，布列塔尼公爵。
- 9月5日——路易八世，法國卡佩王朝國王，綽號獅子王。（1226年逝世，39岁）
- 刘克庄，南宋诗词家

## 逝世
- 10月20日——烏爾巴諾三世，1185年至1187年羅馬教皇。
- 11月9日——宋高宗赵构
- 12月17日——額我略八世，10月25日至12月17日羅馬教皇。